# Tibiagomphus noval
Tibiagomphus noval là loài chuồn chuồn trong họ Gomphidae. Loài này được Rodrigues mô tả khoa học đầu tiên năm 1985.